# قطعنامه ۱۱۱۰ شورای امنیت
قطعنامه ۱۱۱۰ شورای امنیت سازمان ملل متحد که در تاریخ ۲۸ مه ۱۹۹۷ تصویب شد، سندی بین‌المللی دربارهٔ بررسی وضعیت در یوگسلاوی سابق و جمهوری مقدونیه است. این قطعنامه طی نشست ۳۷۸۳ام با ۱۵ رای موافق، ۰ مخالف و ۰ ممتنع تصویب شد.